# 7939 Asphaug
7939 Asphaug è un asteroide della fascia principale. Scoperto nel 1991, presenta un'orbita caratterizzata da un semiasse maggiore pari a 2,3641809 UA e da un'eccentricità di 0,2127885, inclinata di 1,50050° rispetto all'eclittica.